# Reiner Burger
Reiner Burger (* 4. März 1969 in Konstanz) ist ein deutscher Kommunikationswissenschaftler und Journalist.

## Leben
Burger leistete nach dem Abitur Zivildienst in einem katholischen Internat und absolvierte ein sechsmonatiges Praktikum beim Südkurier. Von 1991 bis 1996 studierte er Journalistik, Geschichte, Politik und Kunstgeschichte an der Katholischen Universität Eichstätt und an der Drake University in Des Moines, Iowa. Burger war Stipendiat des Landesgraduiertenprogramms Bayern und wurde 1998 bei Walter Hömberg an der Sprach- und Literaturwissenschaftlichen Fakultät der KU mit der Dissertation Theodor Heuss als Journalist. Beobachter und Interpret von vier Epochen deutscher Geschichte zum Dr. phil. promoviert.
Danach war er Volontär bei der Frankfurter Allgemeinen Zeitung. Nach einer Tätigkeit in der Nachrichtenredaktion der FAZ war er von 2001 bis 2009 politischer Korrespondent für Sachsen. Seit 2009 ist er Korrespondent für Nordrhein-Westfalen.
Er ist verheiratet und Vater von zwei Kindern.

## Auszeichnungen
- 2009: Sächsische Verfassungsmedaille[1]
- 2014: Journalistenpreis Münsterland[2]
- 2017: Lorry – Journalistenpreis der Metropole Ruhr[3]
- 2022: Medienpreis Wirtschaft NRW[4]

## Schriften (Auswahl)
- Theodor Heuss als Journalist. Beobachter und Interpret von vier Epochen deutscher Geschichte (= Kommunikationsgeschichte. Band 7). Lit, Münster 1999, ISBN 3-8258-4332-7.
- Von Goebbels Gnaden. „Jüdisches Nachrichtenblatt“ (1938–1943) (= Kommunikationsgeschichte. Band 15). Lit, Münster u. a. 2001, ISBN 3-8258-5479-5.
- Die NPD und ihr Umfeld in Sachsen. In: Wolfgang Benz (Hg.): Jahrbuch für Antisemitismusforschung 14. Metropol, Berlin 2005, S. 73–88, ISBN 3-9386-9020-8.
- Dortmunder Discount-Doktor. Die Kommunikationswissenschaft hat ihr erstes Dissertations-Desaster mit einem Politiker. In: Publizistik, 59. Jg. 2014, H. 3, S. 241–245. ISSN 0033-4006
- Stadt, Land, Fluss. PHOENIX und die Renaturierung der Emscher. In: Dieter Nellen et al. (Hg.): PHOENIX. Eine neue Stadtlandschaft in Dortmund. Jovis, Berlin 2016, S. 148–151. ISBN 978-3-86859-400-3
- Hannelore Kraft – Aufstieg und Fall einer sozialdemokratischen Hoffnungsträgerin. In: Bodo Hombach (Hg.): Heimat&Macht. Von Arnold bis Rau, von Clement bis Laschet. Eine kurze Landgeschichte NRWs. Tectum, Baden-Baden 2019, S. 275–291. ISBN 978-3-8288-4225-0
- Von der Köttelbecke zur neuen Flusslandschaft. Erinnerungsort Emscher. In: Stefan Berger et al. (Hg.): Zeit-Räume-Ruhr. Erinnerungsorte des Ruhrgebiets. Klartext, Essen 2019, S. 129–147. ISBN 978-3-8375-1928-0